# Garnison de Catterick
La garnison de Catterick est une garnison majeure et une ville militaire à 3 milles (4,8 kilomètres) au sud de Richmond, Yorkshire du Nord, Angleterre. C'est la plus grande garnison de l'armée britannique au monde avec une population d'environ 13 000 habitants en 2017 et une superficie de plus de 2 400 acres. Selon les plans annoncés par le ministère de la Défense (MoD) en novembre 2005, la population de la garnison de Catterick devrait atteindre plus de 25 000 personnes d’ici à 2020, ce qui en fera le plus grand centre de population de la région,.

## Histoire
La garnison fut d'abord commandée par Robert Baden-Powell, fondateur du mouvement scout en 1908, alors qu'il était inspecteur général de la cavalerie et qu'il était basé à la caserne militaire, située à Richmond Castle. Le 12 août 1914, après le déclenchement de la Première Guerre mondiale, fut décidée la construction du camp. L’intention initiale était de créer un camp temporaire pouvant accueillir deux divisions complètes avec environ 40 000 hommes dans 2 000 bâtiments légers. La base s'appelait à l'origine Richmond Camp jusqu'à ce qu'elle soit transformée en Catterick Camp en 1915, puis en Catterick Garrison. Après avoir servi de camp de prisonniers de guerre à la fin de la guerre, l'idée de faire de Catterick une caserne militaire permanente fut émise pour la première fois après la partition de l'Irlande en 1921. Les terrains furent alors achetés et les plans finalisés en 1923. La construction fut entreprise par John Laing & Son et, vers le milieu des années 1930, la plupart des installations du camp étaient terminées. Pendant la Seconde Guerre mondiale, le camp fut de nouveau utilisé pour héberger des prisonniers de guerre.

## Direction
La ville se trouve dans le Richmondshire, district du Yorkshire du Nord, dans la circonscription centrale Richmondshire du North Yorkshire County Council (en). Elle est divisée entre les wards  wards Hipswell et Scotton du conseil Richmondshire. La ville est divisée entre deux paroisses civiles. La partie sud de la ville, au sud d'un petit ruisseau appelé Leadmill Gill, se trouve dans la paroisse civile de Scotton. La partie nord forme la plus grande partie de la paroisse civile de Hipswell. Chaque paroisse a son propre conseil de paroisse (en).
La ville fait également partie de la circonscription parlementaire de Richmond (York), représentée depuis 2015 par le conservateur Rishi Sunak.

## Géographie
La garnison de Catterick est située sur la route A6136, reliant Richmond à la route A1 au niveau du Village de Catterick, 4,7 milles (7,6 kilomètres) à l'est. Les zones habitées à proximité de la garnison de Catterick Garrison sont Scotton à 1,6 mi (2,6 km) et Hipswell à 0,7 mi (1,1 km) à l’est, ainsi que Colburn, 1,9 mi (3,1 km) à l'est.

## Transport
La garnison n'a pas de gare, Catterick gare Camp servi de terminus de la ligne Eryholme-Richmond jusqu'à sa fermeture en 1964. Les gares les plus proches se trouvent maintenant à Northallerton (en) et Darlington (en), les deux sont à égale distance, 15,9 milles (25,6 kilomètres), respectivement au sud-est au et nord-est respectivement. Un service de bus exploité par Arriva North East (en) assure des liaisons régulières liaisons régulières  Richmond et Darlington. L'aéroport le plus proche est l'aéroport de Durham Tees Valley, situé à 21,3 milles (34,3 kilomètres) au nord-est.

## Communauté et culture
En l'absence d'un véritable "centre-ville", la garnison a obtenu son premier grand supermarché, un magasin Tesco, en 2000; ainsi qu'un centre commercial appelé "Richmondshire Walk", qui comprend également un McDonald's, un Poundstretcher et un Peacocks, entre autres. Le "Catterick Leisure Centre" est un complexe construit à cet effet en face du centre commercial ouvert en juillet 2009. Il propose un large éventail d'installations de loisirs et de remise en forme, notamment une piscine, une salle de sport et une bibliothèque municipale adjacente,. La garnison de Catterick abritait autrefois l'un des plus grands cinémas du Yorkshire, le "Ritz Cinema", ouvert le 21 décembre 1940 et pouvant accueillir plus de 1 000 personnes. Il fut fermé le 2 juillet 1977 après une baisse de utilisation. Le site fut reconverti en salon de soins et de beauté. L’hôpital Duchess of Kent (en) était l’hôpital militaire et le centre médical local ouverts le 6 octobre 1976 et fermés en 2010, puis démolis en 2015. C'était un remplacement de l'ancien hôpital qui existait avant la Seconde Guerre mondiale.
Foxglove Covert (en), une réserve naturelle locale, fut la première du genre dans le Yorkshire du Nord et la première à être située sur les terres du ministère de la Défense du Royaume-Uni. Ouvert en 1992, elle couvre 100 acres de landes et a été déclaré "site d'importance locale pour la conservation de la nature (Site of Local Nature Conservation Importance ou SLNCI)". En 2013 un projet de développement de 25 M£ fut annoncé afin de créer un nouveau "centre-ville". Il sera construit sur un ancien terrain de sport du ministère de la Défense. Le plan comprend des espaces pour les commerces de détail, un cinéma, un hôtel de 60 chambres et plusieurs restaurants et bars. Il devrait créer jusqu'à 700 emplois. La construction du centre commercial s'est achevée en 2015 et comprend des magasins, dont Sports Direct, Yorkshire Trading Co., Outlet Office, Boots, Poundland, Pets at Home, Costwold Outdoors, Subway, Hungry Horse, Costa, Holland et Barter, un Premier Inn et un grand cinéma Empire.

### Éducation
L’enseignement primaire est dispensé par l’école primaire communautaire Carnagill, construite en 1966, l'école Wavell et l’école primaire communautaire Le Cateau. Il y a d'autres écoles à proximité, en dehors de la zone de la garnison, telles que l'école primaire de Colburn Community et l'école primaire d'Hipswell Church of England, qui sont également utilisées par les résidents. Les élèves suivent ensuite un enseignement secondaire au Risedale Sports and Community College (en). Alternativement, les enfants peuvent également aller à l'école de Richmond School et Sixth Form College (en). Le Darlington College (en) possède également un campus à Catterick Garrison.

### Religion
Les trois églises de la garnison sont dédiées à Sainte Jeanne d’Arc, Saint Aidan ainsi qu'à Saint Martin et Saint Oswald.

### Cimetière de garnison
Le cimetière de la garnison de Catterick, situé du côté nord du cimetière de St John à Hipswell, a été ouvert par le War Office en 1930 afin d'être utilisé par le camp. Parmi ses tombes figurent 42 membres des forces armées du Commonwealth de la Seconde Guerre mondiale ainsi que des soldats polonais.
Auparavant, des soldats du camp et de l'hôpital militaire étaient enterrés dans le cimetière de St John, où se trouvent aujourd'hui les sépultures de guerre de 64 membres des forces armées du Commonwealth tués au cours de la Première Guerre mondiale et de 2 tués au cours de la Seconde Guerre mondiale.

## Opérations du ministère de la défense
La garnison se compose de nombreux groupes de bâtiments répartis sur une vaste zone et comprend un certain nombre de casernes, dont la plupart portent le nom de batailles historiques de l'armée britannique, dont beaucoup eurent lieu dans le nord de la France pendant la Première Guerre mondiale. Ils comprennent:
| Lignes                 | Situation           | Nommé d'après                        | Unité                                                                                                  | Remarques |
| ---------------------- | ------------------- | ------------------------------------ | --- | --- |
|                        | Camp de Wathgill    | Géographie locale                    | | Géré par l’organisation d’infrastructures de défense (en), qui exploite et gère également les 20 000 acres (80,9371284 km2) de zone d’entraînement adjacentes à la garnison. |
|                        | Caserne Bourlon     | Bois de Bourlon, bataille de Cambrai | 1er Bataillon, The Scots Guards. The Highlanders, 4e bataillon, Royal Regiment of Scotland             | Infanterie mécanisée. |
|                        | Claro Barracks      | Géographie locale                    | 21e Régiment du génie Royal Engineers                                                                  | Ripon |
|                        | Helles Barracks     | Cap Helles, Dardanelles              | ITC Catterick                                                                                          | Bataillon de soutien ITC Catterick 1er Bataillon d'entraînement d'infanterie 2e bataillon d'entraînement d'infanterie 222 renseignement militaire                            |
|                        | Caserne de la Marne | Bataille de la marne                 | 1er Bataillon, The Mercian Regiment (en) 5e régiment d'artillerie royale (en)                          | Situé sur le site de l'ancien Catterick de la RAF. |
| Lignes Alma            | Caserne de munster  | Bataille d'Alma                      | Les Royal Dragoon Guards                                                                               | Cavalerie blindée. |
| Lignes de Cambrai      | Caserne de munster  | Bataille de cambrai                  | Les Royal Lancers de la Reine                                                                          | Cavalerie blindée. |
| Lignes Megiddo         | Caserne de munster  | Bataille de megiddo                  | 1 Bataillon de soutien rapproché REME (en).                                                            | |
|                        | Caserne de la Somme | Bataille de la Somme                 | 1er bataillon, régiment du duc de Lancaster (en)                                                       | Infanterie mécanisée |
|                        | Caserne Vimy        | Bataille de la crête de vimy         | QG de l'École d'infanterie                                                                             | |
| Lignes de Bagdad       |                     | Chute de Bagdad (1917)               | 7e Régiment d'entraînement                                                                             | |
| Lignes de tête de pont |                     |                                      | 150 Provost Company                                                                                    | |
| Loos Lines             |                     | Bataille de Loos                     | 1 régiment d'entraînement                                                                              | |
| Lignes de Peronne      |                     |                                      | Quartier général de la brigade mécanisée et escadron de transmissions (204 Escadron de transmissions). | |
| Lignes Piave           |                     | Bataille du Piave                    | La bande du corps blindé royal                                                                         | |

### Bases du plan Armée 2020

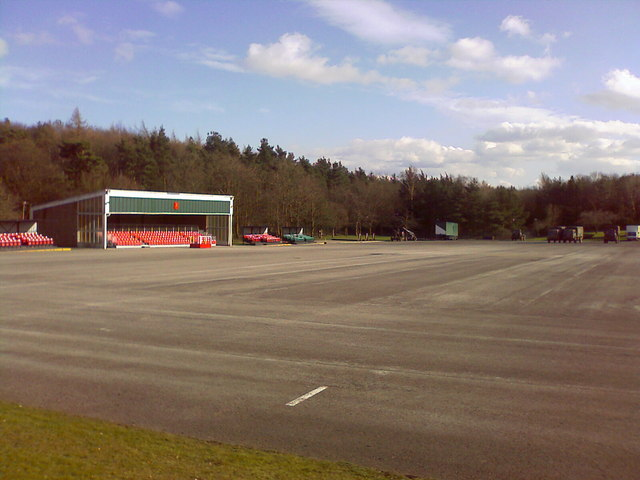
Le terrain de parade à la caserne Helles

Selon le plan Armée 2020 (en), la liste des unités basées à Catterick sera :
- Scots Guards - Foot Guards
- 5 régiment médical
- 4e brigade d'infanterie et quartier général nord-est
- Les dragons légers - Cavalerie légère.
- Les Royal Lancers - Cavalerie Blindée.
- Les Royal Dragoon Guards - Cavalerie de reconnaissance blindée.
- 2nd Battalion, The Yorkshire Regiment - Mobilité protégée et légère
- 4e Bataillon du Royal Regiment of Scotland - Mobilité Protégée Lourde
- 1 Bataillon d'appui rapproché REME
- 1 bataillon de renseignement militaire
- 1 Régiment RMP
- 5e régiment d'artillerie royale
- 21e Régiment du génie
- 32e Régiment du génie

### Quartier Générale de l'École d'infanterie et du centre d'instruction de l'infanterie
Catterick est le plus grand des trois centres de formation d'infanterie au Royaume-Uni. ITC Catterick permet d'effectuer les phases 1 et 2 du cours de combat d'infanterie. Les soldats débutants destinés à l'infanterie continuent de recevoir un entraînement de phase 1 au Army Foundation College (en) à Harrogate. ITC Catterick est le principal utilisateur de la zone de formation Warcop (en).
ITC Catterick abrite également l’École de cérémonie de l’armée, où les recrues apprennent à prendre part aux parades massives de l’armée britannique. En 2016-2017, les ASC ont subi un changement radical en passant de leur ancienne école (une ancienne maison de maître) à une maison plus moderne.

### Citations
1. ↑  « CATTERICK GARRISON », City Population, 7 juin 2018 (consulté le 12 janvier 2019)
2. ↑  
« Ministry's £1bn plan to upgrade garrison », The Northern Echo,‎ 30 novembre 2005 (lire en ligne, consulté le 29 juillet 2007)
3. ↑  « D&S column: making sure facilities match Catterick Garrison's future growth », Rishi Sunak, 7 avril 2018 (consulté le 12 janvier 2019)
4. ↑  « Catterick Garrison – About Us », British Army (version du 24 février 2013 sur Internet Archive)
5. ↑  « Catterick Garrison's Early History » [archive du 28 juin 2013] (consulté le 30 mars 2014)
6. ↑  Ritchie, p. 57
7. ↑  « Every prisoner of war camp in the UK mapped and listed », The Guardian (consulté le 5 avril 2014)
8. ↑  Ordnance Survey Open Viewer
9. ↑  « Catterick Leisure Centre » (version du 4 septembre 2013 sur Internet Archive)
10. ↑  « Catterick Library » [archive du 16 août 2013] (consulté le 30 mars 2014)
11. ↑  « Ritz Cinema » [archive du 28 juin 2013] (consulté le 30 mars 2014)
12. ↑  « Foxglove Covert » (consulté le 30 mars 2014)
13. ↑  « Catterick Town Centre Plans » (consulté le 30 mars 2014)
14. ↑  « Carnagill School » [archive du 28 juin 2013] (consulté le 30 mars 2014)
15. ↑  « Wavell School » (consulté le 30 mars 2014)
16. ↑  « Le Cateau School » (consulté le 30 mars 2014)
17. ↑  « Schools in Catterick » (consulté le 30 mars 2014)
18. ↑  « Admission arrangements for the Northallerton area », Secondary school admissions, North Yorkshire County Council (consulté le 22 novembre 2016)
19. ↑  « Darlington College at Catterick » (consulté le 30 mars 2014)
20. ↑  « St. Joan of Arc, Catterick Garrison » (consulté le 30 mars 2014)
21. ↑  Rapport du cimetière de la CWGC Cimetière de la garnison Catterick.
22. ↑  Rapport du cimetière de la CWGC au cimetière Hipswell.
23. ↑  « Regular unit locations » [archive du 16 décembre 2013], Ministry of Defence (MoD) (consulté le 11 décembre 2013)
24. ↑  « Turning Catterick into A "Super Garrison" », Forces TV (consulté le 1er septembre 2015)
25. 1 2 3 4 5 6 7  « 4th Mechanized Brigade », British Army (consulté le 29 mars 2013)
26. ↑  « 21 Engineer Regiment », British Army (consulté le 29 mars 2013)
27. ↑  « ITC Catterick – Battalions », British Army (version du 19 avril 2012 sur Internet Archive)
28. ↑  « The Yorkshire Gunners », British Army (consulté le 29 mars 2013)
29. ↑  « 1 LANCS », British Army (consulté le 29 mars 2013)
30. ↑  http://www.army.mod.uk/documents/general/Army2020_Report_v2.pdf